# Lukrécia
A Lukrécia a Lukréciusz férfinév női párja. A nevet népies szófejtéssel a latin lucrum szóval szokták magyarázni, aminek a jelentése nyereség.

## Gyakorisága
Az 1990-es években igen ritka név, a 2000-es években nem szerepel a 100 leggyakoribb női név között.

## Névnapok
- március 15.[2]
- július 9.[2]

## Híres Lukréciák
- Lucrezia Borgia
- A Frakk, a macskák réme rajzfilmsorozat egyik macskaszereplője